# 中央空气流体动力学研究院
中央空气流体动力学研究院（俄語：Центра́льный аэрогидродинами́ческий институ́т，羅馬化：Tsentralniy Aerogidrodinamicheskiy Institut，羅馬化：TsAGI“扎基”）是苏联与俄罗斯主要的空气动力学与流体力学研究机构，于1918年成立于莫斯科，现总部位于莫斯科附近的茹科夫斯基。
中央空气流体动力学研究院是1918年12月1日在苏俄最高国民经济委员会领导下成立的，创始人与首任院长是被称为“俄罗斯航空之父”的著名空气动力学家尼古拉·茹科夫斯基。1930年代，研究院下属的发动机、材料、试飞、设计等部门先后独立分出，成立了中央航空发动机研究院（ЦИАМ/基阿姆）、全苏航空材料研究院、飞行试验研究院、航空工艺与生产组织研究院等机构。
中央空气流体动力学研究院主要从事航空空气动力学与结构强度的理论与实验研究，同时也参与火箭、导弹等的研发工作，是前苏联与俄罗斯的重要航空科研中心。